# روبرت ريد (رسام)
روبرت ريد (بالإنجليزية: Robert Lewis Reid)‏ هو رسام أمريكي، ولد في 29 يوليو 1862 في Stockbridge, Massachusetts ‏ في الولايات المتحدة، وتوفي في 2 ديسمبر 1929 في كليفتون سبرينغز في الولايات المتحدة.

## معرض صور

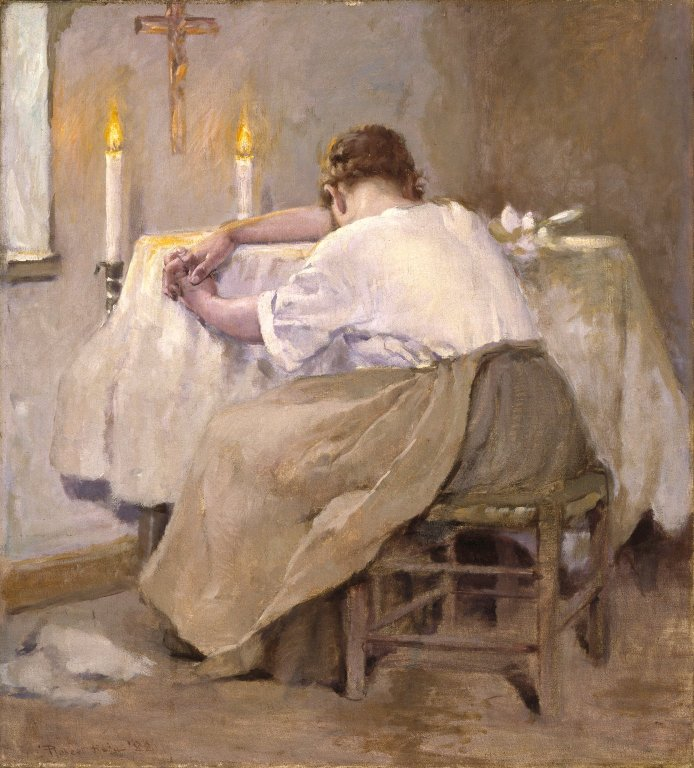
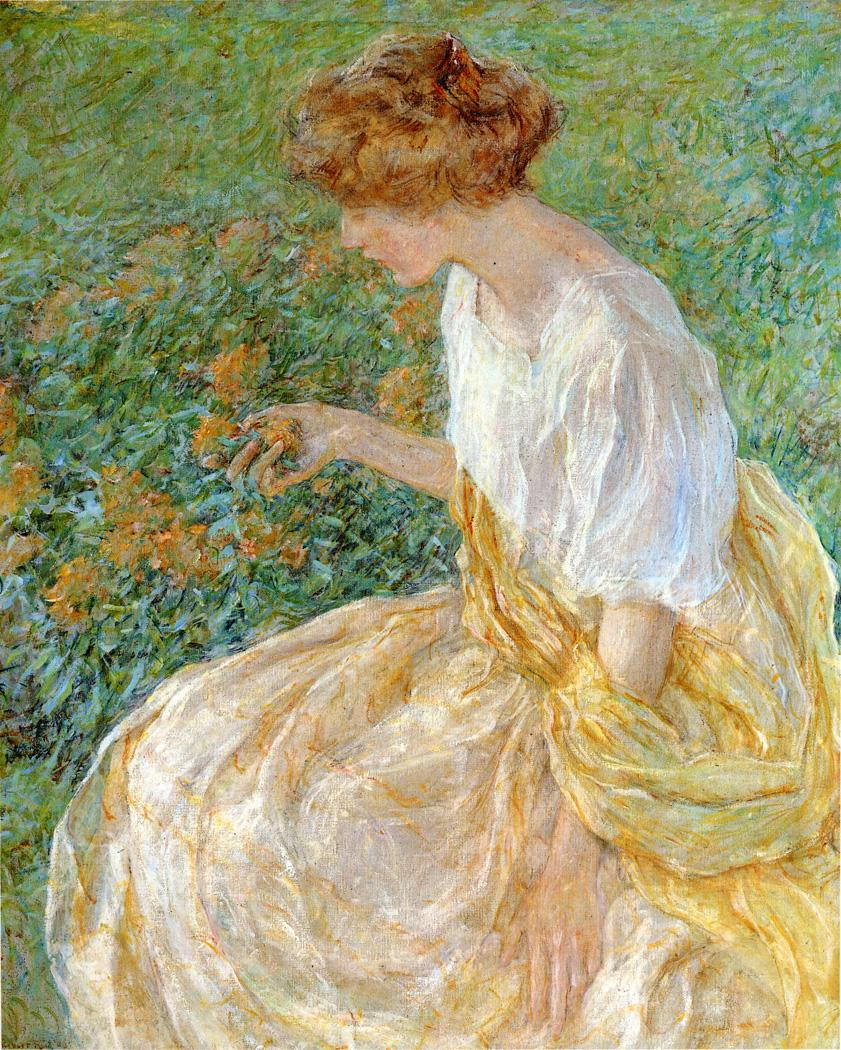
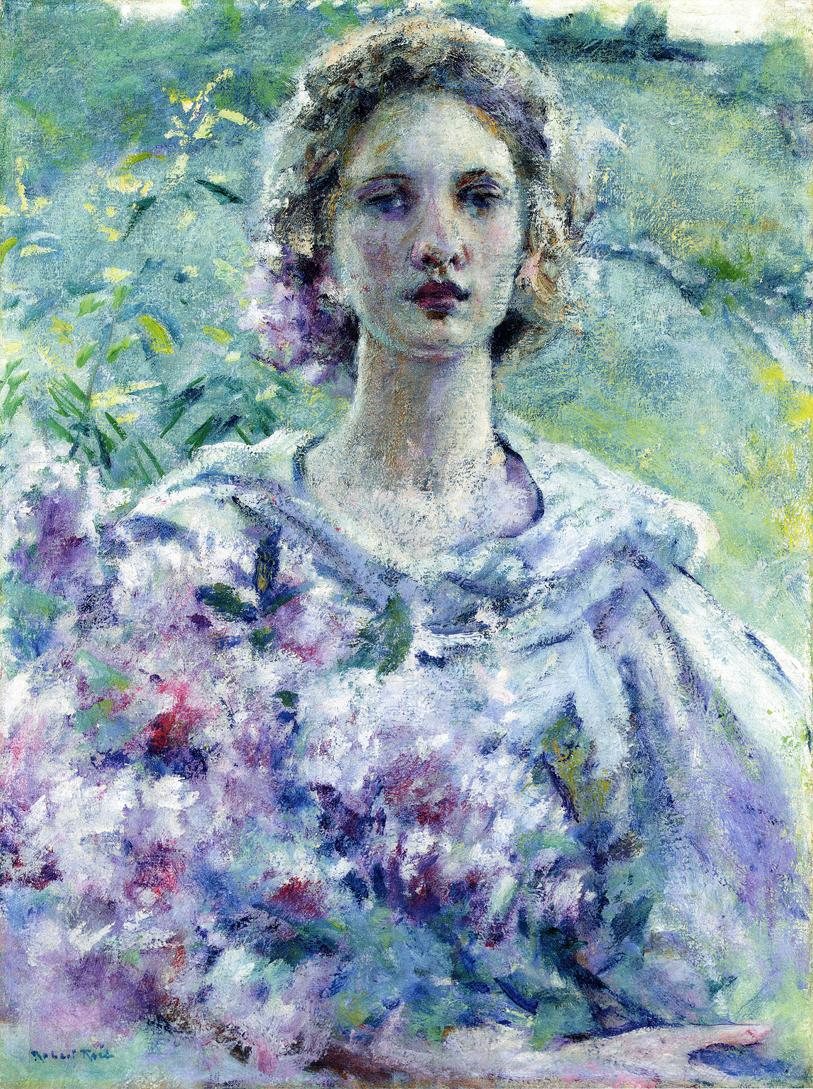